# 劉光濟
劉光濟（1520年—1584年），字憲謙，號應谷，直隸常州府江陰縣民籍靖江縣人，明朝政治人物。

## 生平
嘉靖二十二年（1543年）癸卯科應天府鄉試第六十七名舉人。嘉靖二十三年（1544年）中式甲辰科會試第二百九十七名，登第二甲第二十五名進士。授户部主事，歷升员外郎、郎中，管理临清钞关，三十年出任卫辉府知府，丁母忧归。调補济南府知府，升山东副使。丁父忧。服除，起补浙江副使，歷升江西参政、福建右布政使，隆慶元年（1567年）二月轉左布政，升南京太仆寺卿，十月升都察院右副都御史、巡抚江西。二年十一月江西万羊山各省商民流聚其间，以种兰为业，是年六月山贼出劫乡民罗万家，会南赣巡抚张翀刚刚莅任，遂令万安营守备董龙督兵前往捉捕，诸蓝户大为恐惧，遂啸聚千馀人，于酃县青石岗等处抗拒官兵，刘光济发檄给分巡湖西道下令抚谕，民乱于是平息。四年（1570年）六月升南京户部右侍郎提督粮储，七月改北户部右侍郎，五年十一月改吏部右侍郎，六年七月升左侍郎，萬曆元年（1573年）升南京工部尚书，二年七月改南京吏部尚书，四年二月轉参赞机务南京兵部尚书，五年十月被御史曾士楚弹劾曠職久廢，被令致仕。萬曆十二年在家去世。
嘉靖年间有大雅堂诗会，成员有刘光济、沈奎、季科、陈体文、花周、邓钦文、黄道诸人。

## 家族
曾祖劉沂；祖父劉和；父劉緒，號瓠山，母鄭氏。具庆下。弟光亨、光化、光國、光昭。